# Bonnland
Koordinaten: 50° 2′ 59″ N, 9° 51′ 56″ O

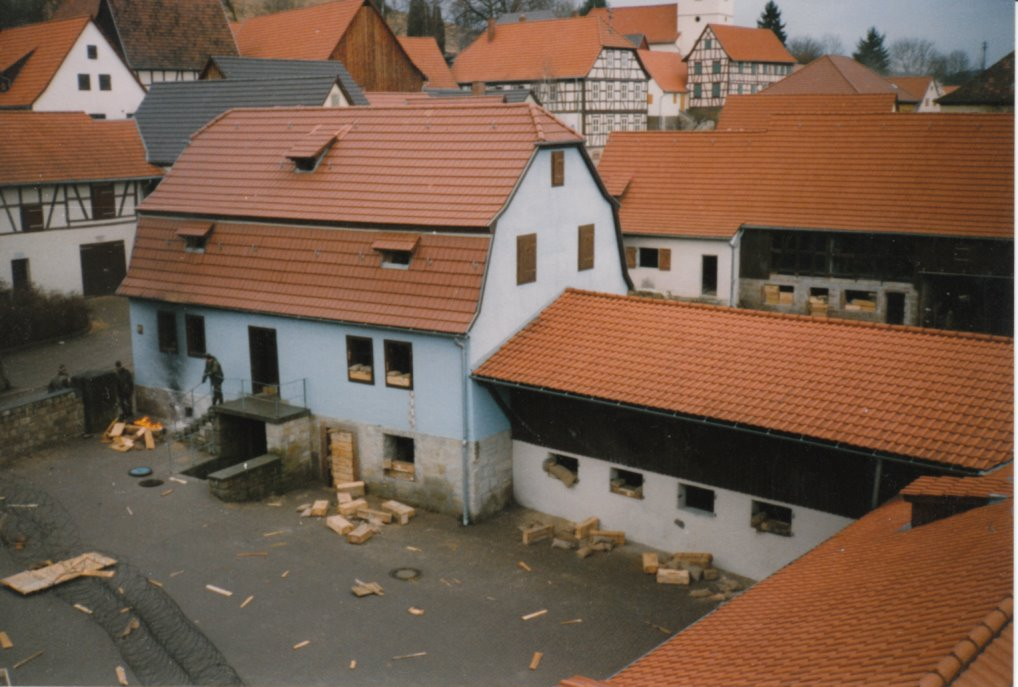
Blick auf das „Blaue Haus“ in Bonnland

Bonnland ist ein ab 1937 abgesiedeltes Dorf mit 120 Gebäuden, das jetzt als Ortskampfanlage auf dem Truppenübungsplatz Hammelburg in der Rhön verwendet wird. Das Übungslager Hammelburg besteht seit 1896, die ersten Schießbahnen wurden 1895 angelegt. Die ersten Schießübungen fanden im Herbst 1895 statt. An den Übungen nahmen u. a. das Königlich Bayerische 19. Infanterieregiment (damals in Aschaffenburg) und das Königlich Bayerische 5. Feldartillerieregiment (Landau) teil. Bis 1910 übten sämtliche zum Königlich Bayerischen II. Armee-Korps gehörenden Verbände mehrere Wochen im Jahr in Hammelburg.
Bonnland dient wie der gleichfalls aufgelöste Nachbarort Hundsfeld als Ausbildungsplatz für die Infanterieschule in Hammelburg und in den letzten Jahren vermehrt für die Ausbildung von Soldaten der Bundeswehr, die für Auslandseinsätze vorgesehen sind.
Auch Polizei, Bundespolizei, THW, Katastrophenschutz, Hundestaffeln, Feuerwehren und Hilfsorganisationen wie das Rote Kreuz nutzen das ehemalige Dorf zu Ausbildungszwecken.
Bonnland ist trotz allem weiterhin ein Gemeindeteil der Stadt Hammelburg im unterfränkischen Landkreis Bad Kissingen in Bayern.

## Geschichte
Bonnland liegt in einem Gebiet, dessen Besiedelung bis in die Jungsteinzeit zurückreicht. Später waren es Kelten, die im zweiten und ersten vorchristlichen Jahrhundert durch germanische Stämme verdrängt wurden. Markomannen und Alamannen diente das Gebiet als Durchgangsland. Nach dem Sieg der Franken über die Alamannen 494 n. Chr. und über die Thüringer 531/532 setzte die Fränkische Landnahme ein. Zu Beginn des 8. Jahrhunderts entstanden die frühen fränkischen Siedlungen, zu denen auch Bonnland zählte.
In einer Fuldaer Urkunde wurde der Ort erstmals 802 unter der Bezeichnung „Bonlante“ zusammen mit dem benachbarten Hundsfeld („Hundesfuelt“) erwähnt. Wechselnde Herrschaftsverhältnisse kennzeichneten die Frühgeschichte des in seinen Lehenspflichten zerrissenen Ortes. Auch das Kloster Fulda erhielt durch Schenkung Güter in Bonnland.
Die Freiherren von Thüngen wurden um 1320 urkundlich als Grundeigentümer in Bonnland genannt und errichteten 1331 auf einem benachbarten Hügel die Burg Reußenberg. 1356 galt Reuß I. von Thüngen als Besitzer des Ortes. Die Bewohner von Bonnland waren die Leidtragenden der immer wieder auftretenden Händel der Herren von Thüngen mit dem Fürstbischof von Würzburg.
1523 erschien der Schwäbische Bund und zerstörte einen Teil der Burg. Der Besitzer Hans Jörg von Thüngen war ein Unterstützer des Hans Thomas von Absberg. Zum Ereignis siehe auch Wandereisen-Holzschnitte von 1523. 
Im Bauernkrieg wurden 1525 die Burg Reußenberg sowie der Greifenstein genannte Adelssitz in Bonnland zerstört. Kaspar von Thüngen verließ Bonnland und floh auf den Sodenberg. Erst 1568 bezog Philipp III. von Thüngen, der als Förderer der Reformation galt, wieder das neu aufgebaute Schloss Greifenstein. Nach der Bestimmung cuius regio, eius religio des Augsburger Religionsfriedens von 1555 wurde Bonnland seiner Herrschaft folgend evangelisch und blieb es bis zu seiner Auflösung.
Die Pest forderte 1635 unter den Bewohnern von Bonnland 120 Opfer. Von diesem Aderlass erholte sich der Ort erst nach 50 Jahren wieder.
Der verschuldete Enkel Philipps III. von Thüngen, Julius Albrecht, verkaufte am 3. Mai 1658 den Ort an den Generalmajor Hans Georg von Rußwurm. Dieser verband sich noch im selben Jahr durch Heirat mit der Familie von Gleichen. Die Freundschaft dieser Familie mit dem Dichter Friedrich von Schiller führte dazu, dass sich dieser 1793 für längere Zeit auf Schloss Greifenstein aufhielt. Schließlich wurde durch die Heirat von Schillers jüngster Tochter Emilie mit Adalbert von Gleichen-Rußwurm 1828 auch ein verwandtschaftliches Band geknüpft.
Die alte Michaeliskirche wurde am 4. Mai 1685 abgerissen und unter Wiederverwendung des Turms neu errichtet.
Bonnland lag im Grenzbereich der Hochstifte Fulda und Würzburg. Während das nur einen Kilometer entfernte Hundsfeld den südlichsten Stützpunkt des geistlichen Fürstentums Fulda bildete, gehörte Bonnland zum Hochstift Würzburg.
Durchziehende Franzosenhaufen plünderten bei ihren Vorstößen nach Süddeutschland im Ersten Koalitionskrieg (1792 bis 1797) 1796 auch Bonnland.

### Vor / während dem Ersten Weltkrieg
1895 wurde vom bayerischen Kriegsministerium der Truppenübungsplatz Lager Hammelburg für das II. Armeekorps geschaffen. Wie mehrere andere Ortschaften musste auch Bonnland große Flächen dafür abgeben. Mit 430 Tagwerk betrug der Verlust an landwirtschaftlicher Fläche nahezu die Hälfte der bisher genutzten Fläche.

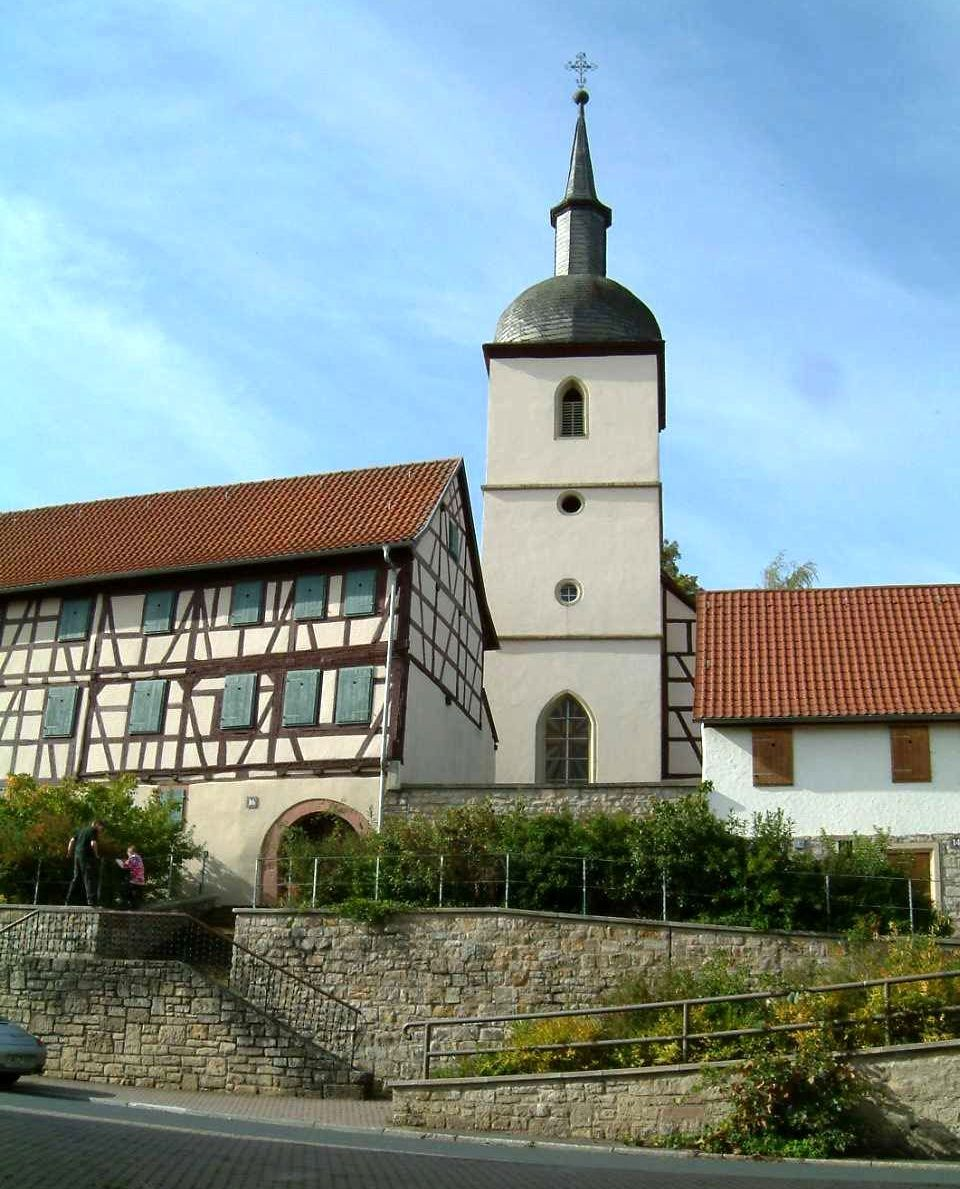
Ortsmitte mit Turm der Michaeliskirche

### Vor / während dem Zweiten Weltkrieg
Nach Ende des Ersten Weltkrieges, in dem von 78 Kriegsteilnehmern aus Bonnland 9 gefallen und 15 verwundet waren, wurde aufgrund der Bestimmungen des Versailler Vertrages der Truppenübungsplatz aufgelöst. Die abgetretenen Flächen wurden allerdings nicht zurückübertragen, sondern an die ursprünglichen Eigentümer verpachtet. Das Gelände wurde der Reichsvermögensverwaltung zur ausschließlich friedlichen Nutzung überlassen.

#### Absiedelung
1935 übernahm die Heeresverwaltung wieder den ehemaligen Truppenübungsplatz und nutzte diesen für den Aufbau weiterer Einheiten für die neue Wehrmacht. Am 18. April 1937 wurden die Bewohner Bonnlands im Gasthaus Zum Greifen von NSDAP-Angehörigen über die Erweiterung des Truppenübungsplatzes Hammelburg und die damit verbundene Auflösung Bonnlands informiert. 1938 wurde der Übungsplatz um 1480 Hektar erweitert. Bonnland musste ebenso wie Hundsfeld nicht nur die bisherigen Flächen wieder abgeben, sondern die Erweiterung bedeutete den Untergang der beiden Ortschaften. Sie wurden aufgelöst und abgesiedelt. Der Großteil der 280 Einwohner Bonnlands kam nach Wässerndorf und auf den Winkelhof im Landkreis Kitzingen. Am 1. April 1938 hörte die Gemeinde Bonnland auf zu bestehen. Die Entschädigungssumme für die abgesiedelte Gemeinde in Höhe von 228.886 RM wurde an die Kreiskasse Karlstadt überwiesen.
Auch der Urenkel Friedrich von Schillers, Alexander von Gleichen-Rußwurm, musste mit seiner Frau Schloss Greifenstein, das über 450 Jahre im Besitz seiner Familie gewesen war, räumen. Mit der Entschädigungssumme konnte er die Villa Menschikow in Baden-Baden mieten, wo er am 25. Oktober 1947 starb.
Am 21. September 1943 wurde das Gemeindegebiet offiziell in den Heeresgutsbezirk Hammelburg eingegliedert.

### Nachkriegszeit / aktuelle Nutzung

#### Neubesiedelung
Nach dem Ende des Zweiten Weltkriegs fanden viele Flüchtlinge und Heimatvertriebene in der verlassenen Ortschaft eine vorübergehende neue Heimat. Am 1. April 1949 wurde Bonnland, das mittlerweile 550 Einwohner zählte, wieder eine politische Gemeinde und dem damaligen Landkreis Karlstadt (heute Main-Spessart) zugeteilt. Auch im benachbarten Hundsfeld entstanden neue Siedlungshöfe, die zum Landkreis Hammelburg (heute Bad Kissingen) zählten.

#### Erneute Absiedelung
1951 drohte auf Weisung der amerikanischen Besatzung eine erneute riesige Erweiterung des Truppenübungsplatzes von bislang 3872 auf 6490 Hektar, der neben Bonnland und Hundsfeld fünf weitere Ortschaften mit insgesamt 5463 Bewohnern zum Opfer fallen sollten. Nachdem aufgrund von massivem Protest und Widerstand der Bevölkerung, der auch wirksam politisch unterstützt wurde, von der Verwirklichung dieser Pläne abgesehen werden musste, kam es nach Gründung der Bundeswehr und der Errichtung der Infanterieschule am 1. April 1956 im Lager Hammelburg zu einer erneuten Absiedelung von Bonnland und Hundsfeld. Am 14. Januar 1965 verließen die letzten Einwohner von Bonnland das Dorf, das seitdem als Übungsdorf für den militärischen Häuserkampf genutzt wird. Die Gemeinde Bonnland wurde offiziell am 1. Juli 1972 aufgelöst. Ihr Gebiet wurde der Kleinstadt Hammelburg zugeschlagen.
Seit den 1980er Jahren wurden einige Gebäude neu errichtet, um erweiterte Übungsszenarien durchspielen zu können. Zu nennen ist insbesondere ein vierstöckiges Wohnhaus im Südosten des Dorfes für Abseilübungen von Hubschraubern aus.

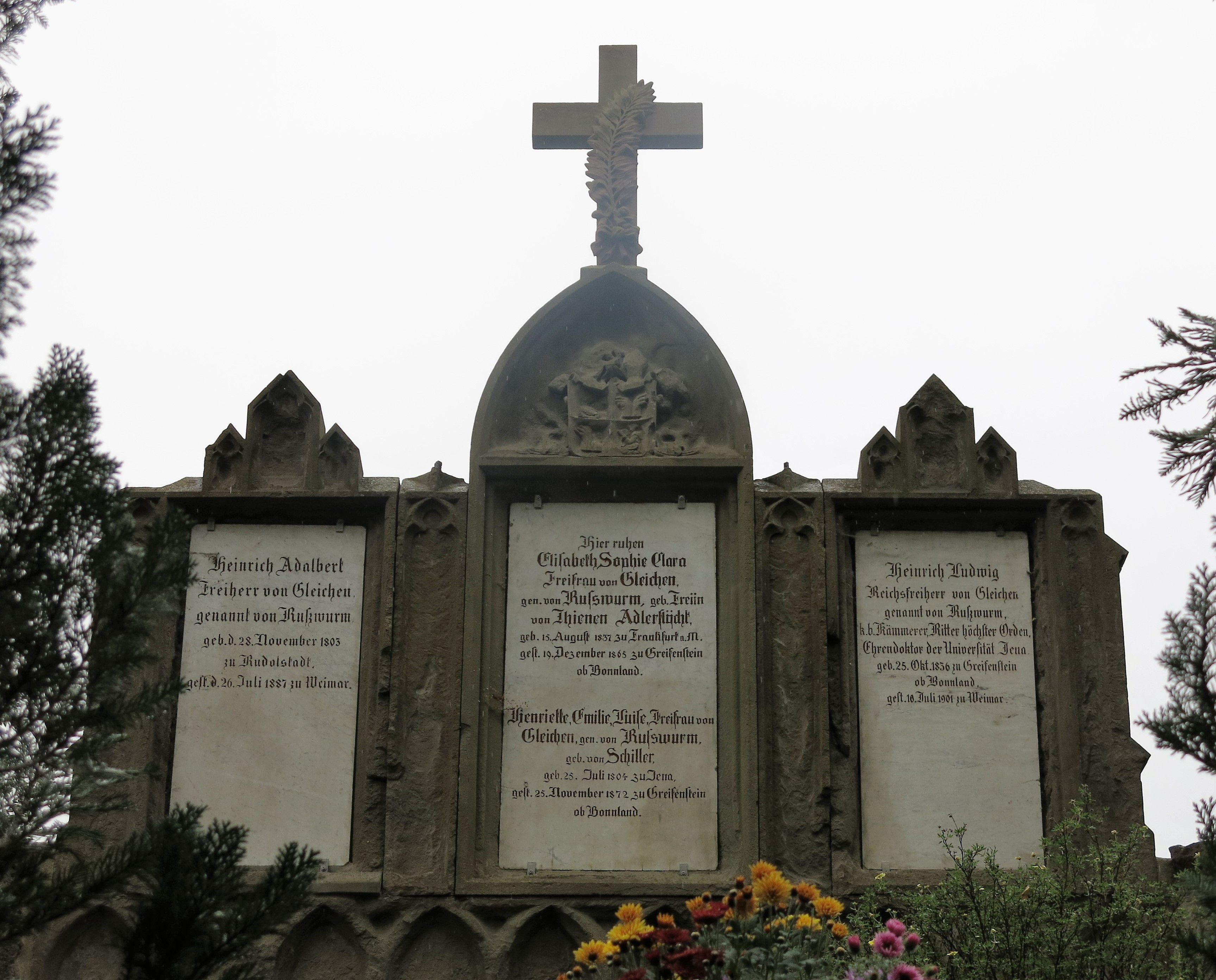
Grabstein derer von Gleichen-Rußwurm auf dem Friedhof von Bonnland,

Die ausgesiedelten Bewohner, ihre Nachfahren sowie Besucher dürfen jedes Jahr am ersten Sonntag im Oktober das ehemalige Dorf besuchen.

#### Dorfkirche St. Michaelis
Aus Respekt vor den ehemaligen Dorfbewohnern sind die Dorfkirche St. Michaelis und der um die Kirche gelegene ehemalige Friedhof mit dem Grab der Emilie von Gleichen-Rußwurm von jeder Übungsaktivität ausgenommen. Das Kirchengrundstück wird von den Mitarbeitern des Bundeswehr-Dienstleistungszentrums gärtnerisch gepflegt und instand gehalten.

## Ausbildungsanlagen
- Lehrraum (mit Kinoanlage und Landschaftsmodell)
- verschiedene zivile Einrichtungen (Straßencafé, Werkstatt etc.)
- Beobachterstellungen
- Kanalsystem
- mehrere Demonstrationsanlagen („versteckte Ladung“ (Sprengfallen), Waffenwirkung etc.)
- Ortskampfbahn (Klettern, Abseilen, Balancieren)
- Brandhaus/Brandsimulationsanlage
- verbunkerte Feldstellungsanlage
- Übungshaus scharfer Schuss

## Schloss Greifenstein

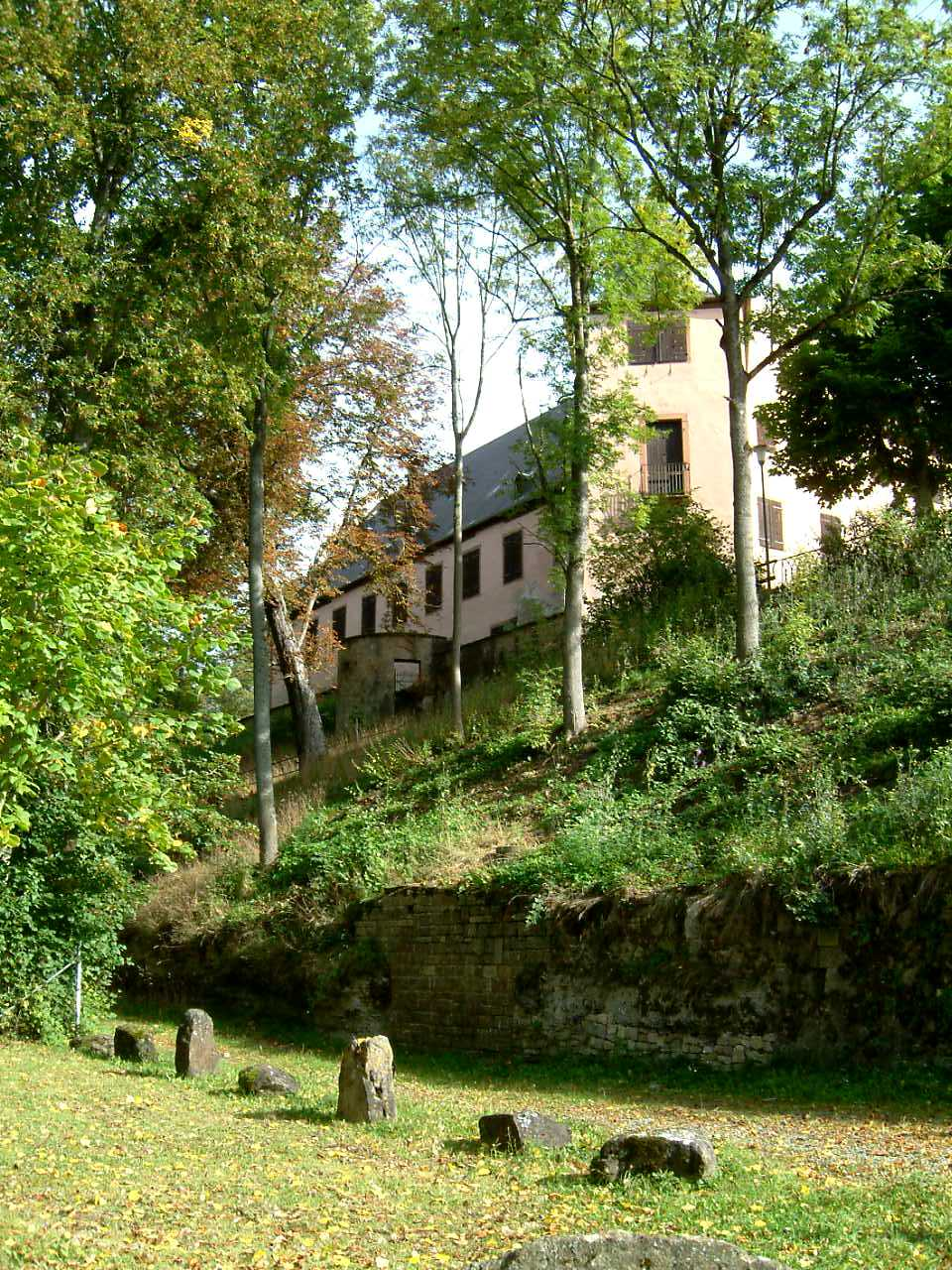
Schloss Greifenstein

Oberhalb von Bonnland liegt das auf romanischen Gewölben eines ehemaligen Frauenklosters durch Philipp III. von Thüngen erbaute Schloss Greifenstein. Emilie von Gleichen-Rußwurm (geborene von Schiller), die Tochter von Friedrich von Schiller, heiratete 1828 den späteren Schlossherrn Graf Heinrich Albert von Gleichen-Rußwurm. Die Grafen von Gleichen sind im Dom zu Erfurt und in der Gruft zu Bonnland bestattet.

## Bonnlandfest
- Jährlich seit 1978 veranstaltet die Evangelische Militärseelsorge Hammelburg, mit Unterstützung der Bundeswehr am ersten Sonntag im Oktober (Erntedanksonntag), das „Bonnlandfest“. Ehemalige Anwohner des Dorfes und deren Angehörige sowie alle interessierten Bürger haben an diesem Tag die Möglichkeit, das Dorf für wenige Stunden zu besuchen und an einem Gottesdienst teilzunehmen. Das eigentliche Fest findet im Scheibenhof der Standortschießanlage Hammelburg statt.
- Alle fünf Jahre wird zusätzlich im Juni/Juli ein „Großes Bonnlandfest“ direkt in der Ortsmitte von Bonnland durch die Bundeswehr veranstaltet. Dieses richtet sich an die gesamte Öffentlichkeit und es werden dabei verschiedene Aktivitäten, wie zum Beispiel Bundeswehrmodenschau, Schaukampfvorführungen, Waffenschau, Militärfahrzeugausstellung und auch Panzerfahrten angeboten. Das Bonnlandfest 2005 fand am 18. und 19. Juni statt, wobei um die 29.000 Besucher den Ort zwei Tage lang wiederbelebten.
- Termin für das Bonnlandfest 2010 war der 17. und 18. Juli 2010. Unter Hinweis auf den hohen logistischen Aufwand zur Vor- und Nachbereitung des Bonnlandfestes wurde das Fest nach Absprache mit der Stadtverwaltung von Hammelburg mit dem zeitgleich stattfindenden Weinfest in der Innenstadt zusammengelegt. Dahinter stand auch die Überlegung, vor dem Hintergrund der aktuellen Diskussion über die Zukunft der Wehrpflicht und der Verankerung der Bundeswehr in der Gesellschaft die Streitkräfte und die zivile Bevölkerung näher zueinander zu bringen. Die Bundeswehr hatte dazu ihre Stände und Schaustationen auf den Saalewiesen südlich der Innenstadt aufgebaut. Bundeswehrintern wurde darauf hingewiesen, dass die aktuelle Situation in Afghanistan es erfordere, die Kapazitäten von Bonnland weitestgehend der übenden Truppe vorzubehalten.

## Persönlichkeiten
- Georg Siegmund Leyser (* 1662 in Bonnland; † 1708 in Rothenburg ob der Tauber), Orgelbauer im Barock
- Ludwig von Gleichen-Rußwurm (* 1836 in Bonnland; † 1901 in Weimar), impressionistischer Landschaftsmaler